# Moves (Olly Murs)
Moves è un singolo del cantautore britannico Olly Murs, pubblicata il 28 settembre 2018 come primo estratto dal sesto album in studio You Know I Know.
Il singolo ha visto la collaborazione del rapper, cantautore e produttore discografico statunitense Snoop Dogg.
Il brano è presente anche nel film Johnny English Strikes Again. Il singolo è stato scritto da Ed Sheeran, Steve Mac, Ammar Malik e Snoop Dogg.

## Video musicale
Il videoclip del brano è stato pubblicato per la prima volta su YouTube, il 17 ottobre 2018. Nel video è presente Rowan Atkinson, come barista che serve delle bevande energetiche a Murs e Snoop Dogg come guardia di sicurezza del night club.

## Esibizioni dal vivo
- The X Factor UK (11 novembre 2018) con Lady Leshurr al posto di Snoop Dogg.

## Tracce
1. Moves (feat. Snoop Dogg) – 2:45

## Classifiche
| Classifica (2018)                     | Picco posizioni |
| ------------------------------------- | --------------- |
| Croazia (HRT)                         | 57              |
| Islanda (Tonlist)                     | 10              |
| Polonia (Polish Airplay Top 100)      | 24              |
| Regno Unito (Official Charts Company) | 46              |
| Romania (Airplay 100)                 | 98              |
| Scozia (Official Charts Company)      | 18              |